# Michiko to Hatchin
Michiko to Hatchin (ミチコとハッチン lit. Michiko y Hatchin?) es una serie de anime producida por el estudio  Manglobe y dirigida por Sayo Yamamoto. Las célebres actrices de cine japonés Yōko Maki y Suzuka Ōgo les dan voz a las dos protagonistas principales, Michiko y Hatchin, respectivamente. La historia tiene lugar en un país ficticio con rasgos culturales de los países de América Latina, principalmente de Brasil. Se le otorga a Michiko el título de "alma libre" y autosuficiente, que escapa de una prisión supuestamente ineludible, mientras que Hatchin es una niña que escapa de su familia de acogida. Las dos se unen en una huida incesante hacia la libertad. La música está compuesta por el cantante brasileño Alexandre Kassin, del grupo +2's, producido por Shin'ichirō Watanabe.

## Argumento
La historia gira en torno a Michiko Malandros y Hana Morenos (Hatchin), y de la relación que se forma entre ambas en su largo recorrido a encontrar a Hiroshi Morenos, exnovio de Michiko y verdadero padre de Hatchin.
La historia comienza cuando Michiko Malandro, una mujer indomable y hermosa consigue escapar de la cárcel más inexpugnable del país con la firme intención de encontrar a Hiroshi Morenos su antiguo exnovio, para ello busca a Hana Morenos, única hija de este, con la esperanza de encontrar en ella un vínculo que la lleve a su paradero, rescatando a la niña de las garras de su familia adoptiva que resulta ser abusiva y cruel con ella. Sin nada que perder, ambas empezaran un viaje en búsqueda de Hiroshi Morenos, mientras escapan de la detective Atsuko Jackson quien está decidida a poner a Michiko entre rejas de nuevo, y de los grupos mafiosos con los que Michiko tiene saldos pendientes, además de los otros escollos del camino. Si bien la relación de ambas no es la mejor del mundo, tanto Michiko como Hana aprenden a entenderse mutuamente y a necesitarse pareciendo una relación de madre e hija. También deberán pasar por escollos emocionales importantes que las harán más fuertes, aunque esto no se limita a estos dos personajes sino que todos tendrán su parte de humanidad para bien o para mal.

## Personajes

### Principales
Michiko Malandro (ミチコ・マランドロ Michiko Marandoro?)
Voz por: Yoko Maki
Es una mujer joven, con un hermoso cuerpo y muy independiente. Llega a ser alocada y demasiado inocente en algunas ocasiones a la vez que se puede comportar como una salvaje. Tiene el pelo largo y moreno, la piel oscura y los ojos marrones y grandes. Detenida por asesinar al miembro de un grupo mafioso, a pesar de ser inocente, está en la cárcel mejor vigilada del país pero aun así consigue huir, tras tres intentos, y ponerse en busca de Hana Morenos, su única conexión con Hiroshi Morenos. Tras rescatar a Hana de unos padres adoptivos indeseables le explica lo que van a hacer aunque inicialmente no consigue gran cooperación por parte de la niña. Poco a poco ambas viven situaciones que las van uniendo, desde las que casi se juegan la vida hasta las que deben pasarlo mal a causa de sus sentimientos por otros.
Michiko es también la antigua novia de Hiroshi Morenos, aunque fue arrestada antes de que él tuviera un accidente de autobús y todos le dieran por muerto. Aunque Hana insiste en que no es posible que siga vivo Michiko se encierra en su visión de que Hiroshi está con vida en algún lugar y hará lo que sea para encontrarle. Siempre habla de él con mucho cariño, alegando que hizo que se enamorase de él enseguida. También lleva el mismo tatuaje que llevaba Hiroshi en el brazo, aunque Michiko lo lleva en el estómago.
Suele tener discusiones con Hatchin siempre que hace alguna de las suyas como no pagar lo que debe y salir huyendo o chantajear con violencia. Es también la que pone el apodo de "Hatchin" a Hana, cuando esta le dice que odia su nombre.
Hana "Hatchin" Morenos (ハナ・“ハッチン”・モレーノス Hana "Hatchin" Morēnosu?)
Voz por: Suzuka Ōgo
Es una niña de 10 años al inicio de la serie. Es rubia y de piel clara, aunque tiene los ojos marrones. Tiene el pelo con mucho volumen y lo lleva con dos coletas a los lados que posteriormente se corta haciendo que algunas personas le confundan con un niño. Hatchin vive en casa de sus padres adoptivos, cuya única motivación para tenerla ahí es el dinero que reciben del estado y tratan a la niña como una criada de forma muy cruel. Michiko irrumpe un día por la ventana y se la lleva con ella, explicándole que ella era la novia de su verdadero padre, Hiroshi, y que van a ir a buscarle. A pesar de las presiones de Michiko, Hatchin no tiene ningún interés en conocer a su verdadero padre y tampoco puede creer ciegamente en él como lo hace Michiko. 
Es bastante más madura que ella en varias ocasiones y demuestra una gran valentía y fuerza de voluntad enfrentándose a quien sea, incluso cuando es muy peligroso hacerlo como ocurre cuando termina entrando en las favelas para exigir que se pague la comida. La mayoría de veces Michiko termina salvándola ya que por mucho empeño que ponga solo puede defenderse con según que enemigos (niños). Poco a poco va cogiendo mucho cariño a Michiko, más del que puede sentir por su padre al que buscan, y llega a considerarla algo parecido a una madre cuando Michiko insiste en que encontraran a Hiroshi y vivirán los tres felices. Muchas veces, por eso mismo, es Hatchin la que debe soportar los enfados y decepciones de Michiko a la vez que va aprendiendo que la vida es más dura que un cuento de príncipes. Hatchin también lleva un tatuaje en el estómago, el mismo que Michiko y Hiroshi, dos plumas negras cruzándose. Nunca queda claro quien es su verdadera madre, solamente se dice que murió y Hatchin no recuerda a ninguno de sus padres.
Hiroshi Morenos (ヒロシ・モレーノス Hiroshi Morēnosu?)
Voz por: Kanji Tsuda
Es un hombre alto y delgado, de pelo rubio y piel clara. Hiroshi es el novio de Michiko cuando esta es arrestada y forma parte del grupo mafioso Monstro Preto, uno de los que hay en la zona. Hiroshi, según todos, muere al coger un autobús que tuvo un accidente en el cual no hubo supervivientes. A pesar de eso, Michiko cree que está vivo en algún sitio y para ello busca a su hija Hana Morenos aunque Michiko no es la única que cree que está vivo. Tanto ella como Hana tienen el mismo tatuaje que Hiroshi tenía en el brazo izquierdo. Cuando aparece en recuerdos y posteriormente con vida, lo hace como un hombre amable y tranquilo aunque demasiado bueno con todo el mundo, cosa que lleva a malentendidos o a sentimientos que él es incapaz de corresponder. Desde el punto de vista de Hatchin, Hiroshi es un cobarde que solamente huye para no encontrarse cara a cara con Michiko y dar una explicación. Por ese motivo también la primera mujer con la que contactan que estuvo con Hiroshi les da pistas sobre su paradero y les ayuda a escapar de la policía, ya que hasta ella es consciente que Hiroshi huye de cualquier responsabilidad. 
Atsuko Jackson (アツコ・ジャキソン Atsuko Jakkuson?)
Voz por: Maki Sakai
Atsuko es la detective encargada del caso de la fuga de Michiko. Es una mujer muy alta y delgada, de piel muy oscura y pelo encrespado y rubio.
Conoce a Michiko desde que eran pequeñas ya que ambas estaban en el mismo orfanato y se llevan bastante mal. Atsuko no soporta que Michiko se meta con ella, y menos en público, llamándola "jambo" (en portugués haciendo referencia a un marrón oscuro como la piel de Atsuko). Fue la que detuvo a Michiko cuando la acusaron de asesinato.
Esta seriamente decidida a cogerla tras su fuga aunque poco a poco va dejando de lado su enfado y empieza a ayudar a Michiko a salir de las situaciones más difíciles. Al descubrirse su conexión con la mafia Monstro Preto y el jefe de esta, Satoshi Batista, acaba asignada a ser policía en medio de la selva. Ahí conoce a una chica joven y decidida que le hará recordar su infancia junto a Michiko y el motivo por el cual se separó de ella. Ya que a Atsuko no se le daba bien robar o escapar de las situaciones decidió tomar otro rumbo y siempre tuvo cierto rencor a Michiko por ser especialmente hábil para salirse con la suya. Esa fuerza de voluntad hace que decida ponerse en marcha de nuevo localizando a Michiko, aunque es capaz de darle tres días de gracia antes de apresarla de nuevo para que esta ponga las cosas en orden.
Satoshi Batista (サトシ・バティスタ Satoshi Batisuta?)
Voz por: Masaki Miura
Es un hombre alto, de raza negra, desgarbado y mal peinado. Es el líder del grupo Monstro Preto y el causante de enviar a Michiko a la cárcel. Conoce a Hiroshi cuando son unos niños y decide con él acabar con todos los superiores del grupo mafioso para ser el líder con Hiroshi como mano derecha. No tiene ningún sentimiento de piedad y vive escondido ya que tiene muchos enemigos. Satoshi se mantiene en contacto con Atsuka que, como policía, le sirve de ayuda e incluso decide entregarle a Michiko, a la que no tiene ningún aprecio ya que la culpa de la desaparición de Hiroshi. Según él, Hiroshi le dijo que iba a dejar el grupo así que lo envió a entrevistarse con una persona mientras hacía desaparecer a Michiko del mapa enviándola a la cárcel por un asesinato que él mismo había cometido. Por el momento tiene a Shinsuke como uno de sus segundos en el poder, pero no duda en contratar un asesino a sueldo e incluso intentar matarle él mismo cuando se da cuenta de que éste escondió una pistola en la ropa de Michiko dándole así una oportunidad de matarle. Su encuentro con Hatchin y su intento de salvarla de un francotirador es tal vez la única muestra de humanidad de Satoshi además de sus recuerdos de infancia con Hiroshi.
Shinsuke Sasce Rodriguez (シンスケ・サッセ・ロドリゲス Shinsuke Sasse Rodorigesu?)
Voz por: Junio Murakami
Es un hombre joven delgado y de piel blanca. Lleva el pelo con rastas y varios pírsines. Es uno de los secuaces de Satoshi Batista. Su encuentro con Michiko se produce gracias a unos falsos "Monstro Preto" que usan el nombre de Batista para sacar ventaja y abusar de los demás. Gracias a Michiko consiguen una oportunidad de vivir que es jugando a uno de los retorcidos juegos de Shinsuke. Siguiendo las instrucciones van saltando de tren en tren hasta localizar el punto en el que se encontrarán con ellos, aunque solo Michiko y el líder del grupo consiguen seguir con vida al final. Shinsuke muere a manos de Batista con el mismo método que él mismo pensó para asesinar a uno de los líderes de otra banda en el mismo lugar.

### Secundarios
Familia  Belenbauza Yamada
Padre Pedro
Voz por: Takeshi Wakamatsu
Es un sacerdote sínico y cruel quien adopta a Hana con la intención de recibir dinero por ella del estado, siente gran desprecio por Hana por lo cual la maltrata de diversas maneras, en el episodio dos trata de matarla para recibir el dinero de la póliza al ver que la niña no quiere regresar a su cuidado. (Episodios 1 y 2)
Joanna
Voz por: Eri Fuse
Es la mujer del padre pedro, tanto o más cruel que su mismo esposo, maltrata físicamente a Hana y la desprecia porque no es su verdadera hija, por lo cual la obliga a ser la sirvienta y le propina terribles castigos físicos por cualquier pequeño error sin importar si realmente es su culpa. (Episodio 1)
María
Voz por: Megumi Ikeda
Es la Hija mayor del padre pedro y Joanna, como sus dos padres es cruel y despreciable con Hana por el hecho de no ser de su propia sangre, se aprovecha de Hana porque sabe que no se defenderá. (Episodio 1)
Gabriel
Voz por: Shouma Yashiro
Es el hermano pequeño de María, igual que su hermana y sus padres es cruel con Hana, es consentido y malcriado por lo que cree que su comportamiento no es malo. (Episodio 1)

### Recurrentes
Ricardo
Voz por: Ken Mitsuishi
Es el subordinado de Atsuko Jackson, él es mayor que ella pero ostenta un rango inferior por lo que al principio la traiciona logrando que ella sea destituida del caso y designada a ser policía de asuntos menores en la mitad de la selva. (Episodios 2, 8, 13, 16, 18 al 22)
Lan Yin
Voz por: Reiji Nakagawa
Es un hombre de ascendencia china dueño de un restaurante al que Hana acude para que le den su primer trabajo, es un hombre estricto pero justo. (Episodios 3 y 4)
Pepe Lima
Voz por: Shie Kohinata
Una bailarina y prostituta que hace todo por su hermana menor, nacida en cuna de oro quedó en la ruina tras la muerte de su padre y las deudas que dejó. Episodio 4)  
Lulú Lima
Voz por: Megumi Yamaguchi
Es la hermana menor de pepe lima, la razón por la cual pepe hace cualquier cosa es para evitar que ella tenga un futuro tan triste. (Episodio 4)
Rico
Voz por: Tetsushi Tanaka
Es el proxeneta de Pepe Lima y líder de una banda de delincuentes infantiles en las favelas, Es cobarde y mezquino pero rencoroso. (Episodio 4)  
Cyrill
Voz por: Kendo Kobayashi
Es el antiguo líder de la organización criminal Fantasma, muerto diez años atrás bajo circunstancias extrañas, su muerte es atribuida a Michiko ya que justo antes de su muerte tuvo un enfrentamiento con ella. (Episodio 5)
Vasili
Voz por:  Naoto Adachi
Es el recadero favorito de Cyril, tras la muerte de este Vasili toma el mando de la organización criminal fantasma y emprende una guerra que pierde por lo que la organización fantasma ahora está parcialmente al mando de Moster prieto, en la actualidad es un hombre obeso corroído por la sed de venganza. (Episodios 5 y 6)
Seria Bastos
Voz por: Taiko Shinbashi
Es la directora del orfanato donde se crio Michiko y Atsuko, es una mujer fría y sínica pero que en realidad tiene un buen corazón aunque sus actos dictan mucho de serlo. (Episodios 5 y 6)
Bruno
Voz por: Yukiya Kitamura
Es un hombre mujeriego y cínico que logra despertar en Michiko sentimientos amorosos. (Episodio 7)
Anastasia
Voz por: Gara Takashima
Es la mujer de Bruno. Tiene una personalidad triste y amargada a causa de las muchas infidelidades de su marido. (Episodio 7)
Vivi Satoshi
Voz por: Gambino Kobayashi
Es un hombre de ascendencia negra que aprovechándose de su nombre hace creer a todo el mundo que es Satoshi Batista, el verdadero líder de la organización criminal Monster Preto. 
Rita Ozzetti
Voz por: Sayaka Yoshino
Es una niña de diez años de ascendencia negra que fue abandonada a las puertas del circo que la crio, trabaja en el mismo circo como acróbata. (Episodios 9 y 11)
Vanessa Lee
Voz por: Yuriko Yoshitaka
Es una chica de ascendencia china que quedó huérfana tras el fallecimiento de su padre un año atrás, es solitaria y rebelde a causa de ello, tiene un comportamiento muy similar al de Michiko de joven, recordándosela a Atsuko en casi todo momento. (Episodio 13)
Gyle
Voz por: Motomu Kiyokawa
Es un asesino a sueldo de avanzada edad que es contratado por Satoshi para asesinar a Shinsuke pero que al ver la imagen de Michiko decide ir en su búsqueda, es arrogante y metódico, se rige por principios muy bien establecidos por lo que declina el asesinarla y resulta salvándole la vida. (Episodio 14)
Lenine
Voz por: Kenshō Ono
Es un chico de once años que se enamora de Hana a primera vista, el sufre de amnesia debido a un accidente que sufrió un par de meses antes de que Hana llegara por lo que al recordar la memoria olvida lo vivido con Hana a pesar de que aún recuerda su nombre. (Episodio 15)
Nei
Voz por: Hideyuki Tanaka
Es un hombre amable y bondadoso que trabaja de travesti en un teatro Tan para mantener a su hijo Bebel, quien lo admira tanto que lo imita vistiéndose de niña con la esperanza de ser igual que el algún día. Nel ayuda a Michiko a salir de un terrible apuro de vida o muerte incluso a costa de la vida de él mismo. (Episodio 17)
Feliciano
Voz por: Jūrōta Kosugi
Es un actor joven y excéntrico con un aspecto muy cercano al de Hiroshi, él es en realidad un hombre muy amable y bondadoso, ya que le cumple el deseo a Hana de llamar a Michiko para relatarle una falsa anécdota de Hiroshi con la finalidad de darle un poco de alegría a la misma, aun a sabiendas de que en su intento Hana lo agredió y destruyó gran parte de su departamento. (Episodio 18)

## Lista de episodios
|  |  |  |  |  |  |  |  |  |  |  |  |  |  |  |  |  |  |  |  |  |  |  |  |  |  |  |  |  |  |  |  |  |  |  |  |  |  |  |  |  |  |  |  |  |  |  |  |  |  |  |  |  |  |  |  |  |  |  |  |  |  |  |  |  |  |  |  |  |  |  |  |  |  |  |  |  |  |  |  |  |  |  |  |  |  |  |  |  |  |  |  |  |  |  |  |  |  |  |  |  |  |  |  |  |  |  |  |  |  |  |  |  |  |  |  |  |  |  |  |  |  |  |  |  |  |  |  |  |  |  |  |  |  |  |  |  |  |  |  |  |  |  |  |  |  |  |  |  |  |

| #  | Título                                                                                        | Estreno                 |
| -- | --------------------------------------------------------------------------------------------- | ----------------------- |
| 1  | «¡¡Adiós, paraíso sin corazón!!» «Saraba da! Hijō no Paradaisu» (さらばだ!非情のパラダイス)   | 15 de octubre de 2008   |
| 3  | «Como una desesperada máquina de pinball» «Shakariki Pinbōru» (しゃかりきピンボール)          | 5 de noviembre de 2008  |
| 4  | «Vía láctea: Los gatos de Stray» «Noraneko no Mirukī Wei» (のら猫のミルキーウェイ)            | 12 de noviembre de 2008 |
| 5  | «Los idiotas [Parte 1]» «Oroka Monotachi no Saudāji Parte 1» (愚か者たちのサウダージ PARTE 1) | 19 de noviembre de 2008 |
| 6  | «Los idiotas [Parte 2]» «Oroka Monotachi no Saudāji Parte 2» (愚か者たちのサウダージ PARTE 2) | 19 de octubre de 2008   |
| 7  | «La monotonía de la lluvia cayendo» «Ame ni Ochiru Monotōn» (雨におちるモノトーン)            | 3 de diciembre de 2008  |
| 8  | «Ruido negro y juego pope» «Kuroi Noizu to Dōpu na Gēmu» (黒いノイズとドープなゲーム)         | 10 de diciembre de 2008 |
| 9  | «Chica de chocolate apasionada» «Koishita Shokoratchi Gāru» (恋したショコラッチ・ガール)      | 17 de diciembre de 2008 |
| 10 | «El carnaval de las hienas» «Haiena Domo no Kānibaru» (ハイエナどものカーニバル)              | 17 de diciembre de 2008 |
| 11 | «Línea de salida» «Dosha Ori no Sutāto Rain» (どしゃ降りのスタートライン)                     | 7 de enero de 2009      |
| 12 | «Jigoku Hyaku-hachi-do no Terepashī» (地獄108°Cのテレパシー)                                  | 14 de enero de 2009     |
| 13 | «Retrete de colores» «Doronuma no Gōrudofisshu» (泥沼のゴールドフィッシュ)                    | 21 de enero de 2009     |
| 14 | «El corredor fugitivo temerario» «Meichirazu no Bōhatsu Rannā» (命知らずの暴発ランナー)       | 28 de enero de 2009     |
| 15 | «Grafiti sin objetivo» «Itazura ni Gurafuti» (いたずらにグラフティ)                           | 4 de febrero de 2009    |
| 16 | «Inconstante rojo profundo» «Makka na Fujitsu no Echūdo» (まっ赤な不実のエチュード)           | 11 de febrero de 2009   |
| 17 | «Litros de sangre! Una ópera emocionante» «Chito! Kokoro Sawagu Opera» (血斗！心さわぐオペラ) | 11 de febrero de 2009   |
| 18 | «Akantare no Dandō Sanba» (あかんたれの弾道サンバ)                                            | 18 de febrero de 2009   |
| 19 | «Hagayui Shakō no Batafurai» (はがゆい遮光のバタフライ)                                       | 25 de febrero de 2009   |
| 20 | «Minagoroshi no Randevū» (みな殺しのランデヴー)                                               | 4 de marzo de 2009      |
| 21 | «Kurui Saki Rasuto Warutsu» (狂い咲きラストワルツ)                                            | 11 de marzo de 2009     |
| 22 | «Arinomama de Hashire» (ありのままで走れ)                                                     | 18 de marzo de 2009     |

## Música
Opening Tema"Paraiso" por Soil & "Pimp" Sessions
Ending Tema
- "Best Friend" (ベストフレンド Besuto Furendo?) por Karutetto (Episodios 01-21)
- "Nada pode me parar agora" (Nothing Can Stop Me Now) by Aurea Martins and Alexandre Kassin (Episodio 22)